# 大場村 (茨城県東茨城郡)
大場村（おおばむら）は茨城県東茨城郡にかつて存在した村である。

## 地理
- 旧常澄村の南部、現在の水戸市の東部に位置する。
- 村の東部は平地、西部は台地になっている。

## 歴史

### 村域の変遷
- 1889年（明治22年）4月1日 - 町村制施行により、大場村・森戸村・下入野村・秋成新田が合併し東茨城郡大場村が発足。
- 1955年（昭和30年）3月31日 - 稲荷村・下大野村との合併により常澄村が発足。同日大場村廃止。
- 1973年（昭和48年） - 旧村域の一部（下入野・秋成の一部）が水戸市に編入。
- 1992年（平成4年）3月3日 - 常澄村が水戸市に編入され消滅。

変遷表
| 1868年 以前 | 1868年 以前   | 明治22年 4月1日 | 昭和30年 3月31日 | 昭和48年      | 平成4年 3月3日 | 現在   |
| ----------- | ------------- | --------------- | ---------------- | ------------- | -------------- | ------ |
|             | 下入野村      | 大場村          | 常澄村           | 水戸市 に編入 | 水戸市         | 水戸市 |
|             | 下入野村      | 大場村          | 常澄村           | 常澄村        | 水戸市 に編入  | 水戸市 |
|             | 大場村        | 大場村          | 常澄村           | 常澄村        | 水戸市 に編入  | 水戸市 |
|             | 森戸村        | 大場村          | 常澄村           | 常澄村        | 水戸市 に編入  | 水戸市 |
|             | 秋成新田      | 大場村          | 常澄村           | 常澄村        | 水戸市 に編入  | 水戸市 |
|             | 水戸市 に編入 | 大場村          | 常澄村           | 水戸市        |                | 水戸市 |

## 大字
- 大場（おおば）
- 森戸（もりと）
- 下入野（しもいりの）
- 秋成新田（あきなりしんでん）

## 人口・世帯

### 人口
総数 [単位： 人]
| 1891年（明治24年） | 2,090 |
| 1920年（大正 9年） | 2,076 |
| 1935年（昭和10年） | 2,164 |
| 1950年（昭和25年） | 2,657 |

### 世帯
総数 [単位： 世帯]
| 1920年（大正 9年） | 432 |
| 1935年（昭和10年） | 420 |
| 1950年（昭和25年） | 459 |